# Спайнер, Брент
Брент Джей Спайнер (англ. Brent Jay Spiner, род. 2 февраля 1949, Хьюстон, Техас) — американский актёр, наиболее известный ролью лейтенанта андроида Дейты в телевизионном сериале «Звёздный путь: Следующее поколение».

## Биография
Брент Спайнер родился 2 февраля 1949 года в больнице Сент-Джозеф в Хьюстоне, штат Техас в семье Сильвии и Джека Спайнеров. Отец Брента умер в возрасте 29 лет от отказа почки, когда будущему актёру было десять месяцев. Когда Бренту исполнилось шесть лет, его мать вышла замуж за владельца музыкального магазина — Сола Минца. И Брент, и его старший брат Рональд взяли фамилию отчима. Через семь лет Сильвия и Сол Минц развелись. Сильвия все ещё живёт в Хьюстоне с третьим мужем — Марти Минцером, брат Брента умер в феврале 1997 года.
Брент впервые задумался о карьере актёра, смотря по телевизору сериал «Я люблю Люси». Учась в средней школе Беллэйра, он посещал драматический класс Сессила Пиккета, где также занимались Деннис, Ренди Куэйд, Синди Пиккет и Роберт Вул. После окончания средней школы в 1968 году Брент поступил в Хьюстонский университет. Затем переехал в Чикаго, где выступал в местном театре в пьесе «Первопроходец и шоу прерий».
Брент стал профессиональным актёром в 1970 году, впервые снявшись в эпизодической роли в фильме «Мой милый Чарли». Переехав в Нью-Йорк в 1970-е годы, он работал водителем такси и развозчиком пиццы. Затем дебютировал на Бродвее в 1978 году, играл в таких пьесах как «Воскресенье в парке с Джорджем», «Чайка» и «Три мушкетёра».
В 1984 году Спайнер переехал в Лос-Анджелес, где ему удалось сняться в нескольких пилотных и телевизионных фильмах. Роль андроида Дейты в сериале «Звёздный путь: Следующее поколение» принесла ему наибольшую популярность. Продюсер Джин Родденберри первоначально хотел, чтобы исполнитель Дейты был лысым, но Брент отказался брить голову.
В 1991 году записал первый и пока единственный музыкальный альбом «Ol’Yellow Eyes», посвятив его своим любимым исполнителям — Фрэнка Синатры и Джуди Гарленд.

## Личная жизнь
В конце 1970-х — начале 1980-х у Спайнера были шестилетние отношения с актрисой Свуси Кёрц, которые затем перешли в дружбу. Также у Брента был роман с актрисой Терри Фаррелл. Женат на публицисте Лори Макбрайд, в 2002 году у пары родился сын Джексон.
В настоящее время Брент живёт в Лос-Анджелесе.

## Роли в театре
- 1978 — A History of the American Film — Хэнк — ANTA Playhouse (режиссёр Дэвид Чемберс)
- 1984 — «Воскресенье в парке с Джорджем» — Франц, Деннис — en:Booth Theatre (режиссёр Джеймс Лапин)
- 1984 — «Три мушкетёра» — Арамис — «Бродвей» (режиссёры Том О’Хорган и Джо Лейтон)
- 1985 — «Большая река» — Дюк — en:Eugene O'Neill Theatre (режиссёр Дес Макануфф)
- 1997—1998 — «1776» — Джон Адамс — en:Criterion Center Stage Right, «Гершвин» (режиссёр Скотт Эллис)
- 2003 — Life x 3 — Хьюберт — en:Circle in the Square Theatre (режиссёр Мэттью Уорчус)

## Избранная фильмография
| Год       |    | Русское название                           | Оригинальное название                  | Роль                                       |
| --------- | -- | ------------------------------------------ | -------------------------------------- | ------------------------------------------ |
| 1979      | с  | Семья                                      | Family                                 | Фред                                       |
| 1980      | ф  | Воспоминания о звёздной пыли               | Stardust Memories                      | фанат в лобби                              |
| 1984      | с  | Одна жизнь, чтобы жить                     | One Life to Live                       | Ральф Харли                                |
| 1985      | с  | Блюз Хилл-стрит                            | Hill Street Blues                      | Ларри Стайн                                |
| 1986      | с  | Сумеречная зона                            | The Twilight Zone                      | дезертир                                   |
| 1986      | с  | Охотник                                    | Hunter                                 | Уилли Вон                                  |
| 1987      | с  | Весёлая компания                           | Cheers                                 | Билл Гранд                                 |
| 1987      | с  | Кувалда                                    | Sledge Hammer!                         | солдат                                     |
| 1987—1994 | с  | Звёздный путь: Следующее поколение         | Star Trek: The Next Generation         | Дейта / Лор / Нуньен Сунг                  |
| 1989      | ф  | Мисс Фейерверк                             | Miss Firecracker                       | преподобный Манн                           |
| 1989      | ф  | Электрошок                                 | Shocker                                | гость на ток-шоу                           |
| 1994      | ф  | Коррина, Коррина                           | Corrina, Corrina                       | Брент Уизерспун                            |
| 1994      | ф  | Звёздный путь: Поколения                   | Star Trek: Generations                 | Дейта                                      |
| 1995      | с  | Без ума от тебя                            | Mad About You                          | Боб                                        |
| 1995      | ки | —                                          | Chronomaster                           | Майло                                      |
| 1995—1996 | мс | Гаргульи                                   | Gargoyles                              | Пак                                        |
| 1996      | с  | За гранью возможного                       | The Outer Limits                       | профессор Трент Дейвис                     |
| 1996      | ф  | Феномен                                    | Phenomenon                             | доктор Боб Нидорф                          |
| 1996      | ф  | День независимости                         | Independence Day                       | доктор Бракиш Окун                         |
| 1996      | ф  | Звёздный путь: Первый контакт              | Star Trek: First Contact               | Дейта                                      |
| 1997      | ки | —                                          | Star Trek Generations                  | Дейта                                      |
| 1997      | ф  | В открытом море                            | Out to Sea                             | Гил Годвин                                 |
| 1998      | ф  | Звёздный путь: Восстание                   | Star Trek: Insurrection                | Дейта                                      |
| 1999      | мф | Южный Парк: Большой, длинный, необрезанный | South Park: Bigger, Longer & Uncut     | Конан О’Брайен                             |
| 1999      | ки | —                                          | Star Trek: Hidden Evil                 | Дейта                                      |
| 2000      | ф  | Где моя тачка, чувак?                      | Dude, Where’s My Car?                  | Пьер                                       |
| 2001      | ки | —                                          | Star Trek: Away Team                   | Дейта                                      |
| 2001      | ф  | Я — Сэм                                    | I Am Sam                               | продавец обуви                             |
| 2002      | ки | —                                          | Star Trek: Bridge Commander            | Дейта                                      |
| 2002      | ф  | Мастер перевоплощения                      | The Master of Disguise                 | Девлин Боуман                              |
| 2002      | ф  | Звёздный путь: Возмездие                   | Star Trek: Nemesis                     | Дейта / Б-4                                |
| 2003      | с  | Фрейзер                                    | Frasier                                | Альберт                                    |
| 2004      | тф | Неожиданная любовь                         | An Unexpected Love                     | Брэд                                       |
| 2004      | с  | Друзья                                     | Friends                                | Джеймс Кэмпбелл                            |
| 2004      | тф | Джек                                       | Jack                                   | Вернон                                     |
| 2004      | с  | Закон и порядок: Преступное намерение      | Law & Order: Criminal Intent           | Грэм Барнс                                 |
| 2004      | ф  | Авиатор                                    | The Aviator                            | Роберт Гросс                               |
| 2004—2005 | с  | Звёздный путь: Энтерпрайз                  | Star Trek: Enterprise                  | доктор Арик Сунг / Дейта                   |
| 2005      | с  | Джоуи                                      | Joey                                   | в роли самого себя                         |
| 2006      | ф  | Реальные девчонки                          | Material Girls                         | Томми Катценбах                            |
| 2008      | ф  | Супергеройское кино                        | Superhero Movie                        | доктор Стром                               |
| 2009      | с  | Воздействие                                | Leverage                               | Уильям Куинт                               |
| 2010—2013 | мс | Генератор Рекс                             | Generator Rex                          | доктор Гэбриел Риландер                    |
| 2011      | с  | Гильдия                                    | The Guild                              | в роли самого себя                         |
| 2011      | с  | Люди Альфа                                 | Alphas                                 | доктор Керн                                |
| 2011      | с  | Теория Большого взрыва                     | The Big Bang Theory                    | в роли самого себя                         |
| 2011      | мс | Юная Лига Справедливости                   | Young Justice                          | Джокер                                     |
| 2012      | мс | Симпсоны                                   | The Simpsons                           | роботы                                     |
| 2012      | мс | Мстители: Величайшие герои Земли           | The Avengers: Earth’s Mightiest Heroes | Зебедайя Киллгрейв / Пурпурный человек     |
| 2012      | с  | Хранилище 13                               | Warehouse 13                           | брат Эдриан                                |
| 2013      | мс | Робоцып                                    | Robot Chicken                          | разные персонажи                           |
| 2014      | с  | Рэй Донован                                | Ray Donovan                            | терапевт                                   |
| 2014      | мс | Халк и агенты У.Д.А.Р.                     | Hulk and the Agents of S.M.A.S.H.      | Серебряный Сёрфер                          |
| 2014      | ки | —                                          | Elite: Dangerous                       | Вега                                       |
| 2014—2015 | мс | Звёздные войны: Повстанцы                  | Star Wars Rebels                       | Галл Трейвис                               |
| 2015      | с  | Библиотекари                               | The Librarians                         | Пак                                        |
| 2015—2016 | с  | Блант говорит                              | Blunt Talk                             | Фил                                        |
| 2016      | ф  | День независимости: Возрождение            | Independence Day: Resurgence           | доктор Бракиш Окун                         |
| 2016—2017 | с  | Изгой                                      | Outcast                                | Сидни                                      |
| 2017      | с  | Чёрный список                              | The Blacklist                          | Архитектор                                 |
| 2019      | с  | Голдберги                                  | The Goldbergs                          | доктор Эмри                                |
| 2020—2023 | с  | Звёздный путь: Пикар                       | Star Trek: Picard                      | Олтон Иниго Сунг / Дейта / Лор / Адам Сунг |
| 2020      | с  | Страшные сказки: Город ангелов             | Penny Dreadful: City of Angels         | Нед Вандерхофф                             |
| 2024      | мс | Звёздный путь: Нижние палубы               | Star Trek: Lower Decks                 | Дейта                                      |
| 2024—2025 | с  | Ночной суд                                 | Night Court                            | Боб Уилер                                  |